# Bills Gulch
Die Bills Gulch (englisch für Bills Schlucht) ist ein Gletscher an der Bowman-Küste des Grahamlands auf der Antarktischen Halbinsel. Er ist der nördliche zweier Gletscher, die vom zentralen Hochlandplateau in östlicher Richtung zum Kopfende des Trail Inlet fließen.
1940 diente der Gletscher als Route von der East Base auf der Stonington-Insel zum Hilton Inlet für die Schlittenmannschaft unter der Leitung des US-amerikanischen Geologen Paul Knowles (1909–1978) bei der United States Antarctic Service Expedition (1939–1941). Die daran beteiligten Wissenschaftler benannten ihn nach einem Leithund, der hier bei einer Schlittenfahrt gestorben war.